# Фу (жанр)

«Фу»

«Фу» кит.: (赋) — зразки ритмічної прози, яка переривається віршами; своєрідна поема в прозі, яка набула популярності в стародавньому Китаї, особливо в період династії Хань (206 р. до н. е.—220 н. е.). Синологи перекладають цю назву так: «поема», «ода» або «розмірена проза».
Фу — проміжний між поезією та прозою, в якому місце, об'єкт, почуття чи інший предмет описується та «рапсодизується» з вичерпною деталізацією та з якомога більшої кількості ракурсів:317. Їх не співали як пісні, а декламували або виспівували:88. Характерні риси фу включають чергування рими та прози, різну довжину рядків, тісну алітерацію, ономатопею та вільний паралелізм:91.

## Будова «фу»
Твори такого жанру важкі для розуміння, бо в них використовуються рідко вживані ієрогліфічні знаки. В цей період тип ліричних творів «Чу ці» простежувався в «фу». Цей вид віршованої прози охоплює вступ, висновок та інші складові у формі прози, переважно у формі запитань і відповідей. «Фу» зазвичай називають рапсодією, а також його можуть називати «римованої прозою», «експозицією» і іноді «поетичним есе».

## Призначення
За часів Хань поезія «фу» була дуже довгою, предмету давалася вичерпна характеристика, і зазвичай призначалася для того, щоб показати риторичні та лексичні здатності поета, але не особисте ставлення автора. Призначенням творів, написаних в жанрі «фу», було бажання справити враження під час читання, тому в період Хань «фу» називають «епідейктика „фу“». Один із найвідоміших «фу» в період Хань це кит.: (天子 游猎 赋) «Рапсодія про Сина Небес, який проводить вільний час на полюванні» Сима Сянжу. Філософ Ян Сюн, історик Бань Гу, і астроном Чжан Хен теж залишили важливі приклади рапсодій періоду династії Хань. Значним представником цього у жанру у пізній період Хань був Ван Яньшоу.

## Трансформація жанру
Протягом Шести Династій «фу» залишалася головним поетичним жанром, і разом з «ші» сформували дві жанрові колони китайської поезії, поки «ші» не стала домінувати в династії Тан. Поезії «фу» періоду Шісти Династій дуже відрізнялася від тої, яка існувала за часів Хань, вона була набагато коротшою, і часто суб'єктивна, виразна та лірична. Яскравим прикладом цього «короткого ліричного „фу“» з ранніх робіт є поезія Цзі Кан (кит.: 琴 赋) «Рапсодія на цитрі» і Юй Сінь (кит.: 哀 江南 赋) «Рапсодія про сумні скарги Півдня».